# Mark Kerry
Marcus « Mark » Kerry, né le 4 août 1959 à Temora, était un nageur australien des années 1970 et 1980 spécialisé en dos et nage libre.
Il a notamment remporté trois médailles olympiques dont une en or. Lors des Jeux olympiques d'été de 1980 à Moscou, il a été champion olympique du 4 × 100 m 4 nages et médaille de bronze sur le 200 m dos et aux Jeux olympiques d'été de 1984 à Los Angeles, il eut la médaille de bronze au 4 × 100 m 4 nages. Il a également remporté le 100 m dos de l'Universiade d'été 1979 de Mexico.